# Unidad táctica de rescate especial 669
La unidad táctica de rescate especial 669 (en hebreo: היחידה הטקטית לחילוץ מיוחד) es una unidad militar de evacuación médica (MEDEVAC), y de búsqueda y rescate de combate (CSAR) israelí, subordinada al mando de la Fuerza Aérea Israelí. Su centro de operaciones es la base aérea de Tel Nof, y es una unidad de fuerzas especiales de las FDI.

## Historia
La formación de la unidad se remonta a 1974, un año después de la guerra de Yom Kipur, durante la cual se formó una unidad de búsqueda y rescate (SAR) de combate, que realizó cinco mil operaciones de salvamento. Sus tareas originales incluían rescatar y ofrecer tratamiento médico inicial a los pilotos derribados y heridos tras las líneas enemigas. La actividad de la unidad se amplió para rescatar a soldados israelíes de varias unidades del Ejército, como los miembros de la unidad especial Sayeret Matkal, durante las operaciones realizadas tras las líneas enemigas, o para rescatar a náufragos y a marinos en peligro en el mar.